# Kimberley Mickle
Kimberley Mickle (ur. 28 grudnia 1984 w Perth) – australijska lekkoatletka, oszczepniczka.
Jej pierwszym dużym międzynarodowym osiągnięciem był złoty medal mistrzostw świata juniorów młodszych (Debreczyn 2001). W 2006 roku zajęła czwarte miejsce w igrzyskach Wspólnoty Narodów oraz była piąta zawodniczką pucharu świata (Ateny 2006). Bez powodzenia startowała w mistrzostwa świata w Berlinie (2009). W 2010 reprezentując Azję i Oceanię zajęła trzecie miejsce w pierwszej edycji pucharu interkontynentalnego. Wywalczyła srebrny medal igrzysk Wspólnoty Narodów w 2010. Była finalistką mistrzostw świata w Daegu (2011) oraz odpadła w eliminacjach igrzysk olimpijskich w Londynie (2012). W 2013 zdobyła srebrny medal mistrzostw świata w Moskwie. Mistrzyni igrzysk Wspólnoty Narodów w Glasgow (2014).
Rekord życiowy: 66,83 (22 marca 2014, Melbourne) – do 2018 rekord Australii i Oceanii.

## Osiągnięcia
| Rok  | Impreza                               | Miejsce        | Lokata            | Wynik |
| ---- | ------------------------------------- | -------------- | ----------------- | ----- |
| 2001 | Mistrzostwa świata juniorów młodszych | Debreczyn      | 1. miejsce        | 51,83 |
| 2002 | Mistrzostwa świata juniorów           | Kingston       | 9. miejsce        | 50,01 |
| 2006 | Puchar świata                         | Ateny          | 5. miejsce        | 58,52 |
| 2006 | Igrzyska Wspólnoty Narodów            | Melbourne      | 4. miejsce        | 58,18 |
| 2009 | Mistrzostwa świata                    | Berlin         | el. – 15. miejsce | 57,46 |
| 2009 | Światowy finał lekkoatletyczny IAAF   | Saloniki       | 6. miejsce        | 57,57 |
| 2010 | Puchar interkontynentalny             | Split          | 3. miejsce        | 61,36 |
| 2010 | Igrzyska Wspólnoty Narodów            | Nowe Delhi     | 2. miejsce        | 60,90 |
| 2011 | Mistrzostwa świata                    | Daegu          | 6. miejsce        | 61,96 |
| 2012 | Igrzyska olimpijskie                  | Londyn         | el. – 17. miejsce | 59,23 |
| 2013 | Mistrzostwa świata                    | Moskwa         | 2. miejsce        | 66,60 |
| 2014 | Igrzyska Wspólnoty Narodów            | Glasgow        | 1. miejsce        | 65,96 |
| 2014 | Puchar interkontynentalny             | Marrakesz      | 4. miejsce        | 61,33 |
| 2015 | Mistrzostwa świata                    | Pekin          | el. – 22. miejsce | 59,83 |
| 2016 | Igrzyska olimpijskie                  | Rio de Janeiro | el. – 22. miejsce | 57,20 |